# White Noise (canção)
"White Noise" é uma canção da banda americana de rock Linkin Park, lançada em 17 de outubro de 2014 pela Warner Bros. Records e Machine Shop. A canção foi lançada na promoção de um filme de drama americano de 2014 baseado em uma novela escrita por Eric Bogosian, intitulado como Mall. A canção é uma das quatro demonstrações inéditas da banda incluída na trilha sonora original para o filme de mesmo nome.

## Antecedentes
A canção era realmente uma demonstração inédita escrita durante as sessões de gravação do sexto álbum de estúdio da banda, The Hunting Party. Em 15 de outubro de 2014, a banda confirmou a música para ser exibida durante os créditos iniciais de Mall. Em 17 de outubro, a canção esteve disponível para download gratuito com toda a sua duração através do site oficial do Mall, como o primeiro single promocional do álbum. A canção foi concluída após o lançamento do álbum de estúdio, enquanto que em uma entrevista, Joe Hahn disse que a trilha sonora já estava concluída antes da gravação do álbum começar.
Devido ao lançamento inicial do filme em DVD na França, apenas metade da música esteve disponível como um download ilegal em vários sites, juntamente com as quatro demonstrações inéditas, intituladas "It Goes Through", "Devil's Drop" e "The Last Line" sob seus títulos de trabalho "Luna", "Warm Spell" e "Ammosick", respectivamente. A canção foi lançada sob o mesmo título que teve durante as sessões de gravação. Embora a música tenha sido lançada como um single promocional na promoção do filme, a trilha sonora de fundo do filme girava mais em torno das outras três músicas comparativamente. "The Last Line" estava disponível no YouTube e no formato de download digital, sob o nome de "Mall: Theme Song".

## Composição
Em um artigo da Loudwire, a canção apresenta um som de piano de brinquedo muito distinto em certas partes, e familiarizado com os vocais pesados do vocalista Chester Bennington do Linkin Park e uma batida rápida. Shinoda na estreia do filme descreveu a canção como, Hahn havia recentemente selecionado manualmente dez demos ao longo da carreira do Linkin Park como seu início para a música no filme. A partir daí, os membros da banda começaram a trabalhar na música. Ele lembra as seleções de Hahn das demonstrações de que eles são mais como peças de música "cruas" e "fluxo de consciência", que caberão bem na construção de Mall.

## Faixas e formatos
| Download digital |               |                                                          |                                                                   |         |  |
| N.º              | Título        | Compositor(es)                                           | Produtor(es)                                                      | Duração |  |
| 1.               | "White Noise" | Chester Bennington, Dave Farrell, Joe Hahn, Mike Shinoda | Mike Shinoda, Brad Delson, Rob Cavallo (exec.), Bill Boyd (exec.) | 3:05    |  |

## Histórico de lançamento
| Região | Data                  | Formato          | Gravadora    |
| ------ | --------------------- | ---------------- | ------------ |
| Mundo  | 17 de outubro de 2014 | Download digital | Warner Bros. |